# Trevor Hosea
Pas d'image ? Cliquez ici

a Compétitions nationales et continentales officielles uniquement.

b Matchs officiels uniquement.
Dernière mise à jour le 21 janvier 2024.
Trevor Hosea, est né le 24 novembre 1999 à Melbourne (Australie). C'est un joueur de rugby à XV australien évoluant au poste de deuxième ligne. Il joue avec Tokyo Sungoliath en League One depuis 2023.

## Carrière

### En club
Trevor Hosea est né à Melbourne, issu d'une famille d'origine cookienne, et grandit dans la banlieue de Narre Warren (en), où il commence à jouer au rugby à l'âge de 6 ans,. Il est ensuite scolarisé au Fountain Gate Secondary College, jouant avec l'équipe de l'établissement,. Parallèlement, il rejoint l'académie des Melbourne Rebels en 2016, et représente l'État de Victoria dans les compétitions des moins de 15 et 16 ans,.
Après deux ans à Fountain Gate, il rejoint en 2017 le Brisbane Boys' College (en) dans le Queensland, particulièrement réputé pour sa section rugby. Il joue également avec la sélection scolaire du Queensland.
Après avoir terminé le lycée, il retourne vivre à Melbourne, et signe son premier contrat professionnel avec les Rebels en 2018. Il joue dans un premier temps avec les Melbourne Rising lors de la saison 2018 de NRC. Il dispute deux matchs lors de cette saison. Il est par la suite retenu dans l'effectif des Rebels pour disputer la saison 2019 de Super Rugby, mais ne joue aucune rencontre.
Il fait finalement ses débuts avec les Rebels la saison suivante, dans le cadre du Super Rugby AU, à l'occasion d'un match contre les Brumbies le 4 juillet 2020. Après deux premiers matchs en tant que remplaçant, il connaît sa première titularisation le 23 juillet 2020 contre les Waratahs,. Remarqué par son activité défensive, il reste ensuite titulaire jusqu'à la fin de la saison, jouant un total de neuf rencontres,. Il participe à la finale de qualification que son équipe perd face aux Reds.
Il poursuit sur sa lancée en 2021, s'imposant comme un cadre des Rebels en deuxième ligne, notamment grâce à une nouvelle dimension prise dans le secteur de la touche,.
En 2022, il ne joue aucun match en raison d'une blessure au pied,.
Après cinq saisons aux Rebels, il décide de rejoindre le club japonais des Tokyo Sungoliath pour la saison 2023-2024 de League One,.

### En équipe nationale
Trevor Hosea joue avec la sélection scolaire australienne (en) en 2017,.
Il est retenu avec l'équipe d'Australie des moins de 20 ans pour disputer le championnat du monde junior en 2018 en France. Il ne joue qu'une seule rencontre lors de la compétition, contre le pays de Galles. À nouveau sélectionné l'année suivante, il dispute cette fois cinq matchs, alors que son équipe termine finaliste après une défaite contre la France,.
Il est sélectionné pour la première fois avec les Wallabies en septembre 2020 par le sélectionneur Dave Rennie pour préparer le Tri-nations 2020,. Il ne joue toutefois aucune rencontre.
Il est à nouveau sélectionné l'année suivante, en mars 2021, pour participer au premier camp d'entrainement de la saison internationale.

## Palmarès

### En équipe nationale
- Finaliste du championnat du monde junior en 2019.